# NGC 2331
NGC 2331 (również OCL 475) – gromada otwarta znajdująca się w gwiazdozbiorze Bliźniąt. Odkrył ją William Herschel 11 marca 1785 roku. Znajduje się w odległości ok. 4,2 tys. lat świetlnych od Słońca.